# 川北和郁
川北 和郁（かわきた かずい、1995年9月18日 - ）は、日本の俳優。埼玉県出身。身長173cm、体重57kg、靴26.5cm、スリーサイズ93-72-89。
LOCKダンサー「ツバメ」としても、ストリートやA-POPシーン等で活躍中。
父は横浜大洋ホエールズ→横浜ベイスターズ（現在の横浜DeNAベイスターズ）に所属した元プロ野球選手の川北和典。

## 来歴
幼稚園時代にテーマが「ジャングルにいる動物を作りましょう」と言われると、なぜか「くも」や「あり」を作り始めてしまうという変わった感性を持っていた。家庭環境は野球のはずが幼少期はなぜかサッカーに熱中する。小学3年生の時に、元プロ野球選手の井口資仁選手に出会い、野球に興味を持ち、地元の春夏は野球・秋冬はサッカーをやるというスポーツチームに所属していた。またスポーツは得意で2歳半から小学4年生まで水泳もやっていた。駿河台大学メディア情報学部に通い、カメラについて学んでいた学生で、様々な出会いなどがあり、大学で出会ったダンスを武器に芸能界入りを決意。SHOWROOM配信など、1年間活動。現在はNOSに所属をし、メディアやCMにも出演している。

## 芸歴

### ダンス
- A-BOY BEBOP vol.20 ［バトルファンタジー物アニソンside］ 優勝
- DANCING CONEQT 1st anniversary 年代別ソロバトル ［21歳以上の部］ 優勝
- ちょーりょーばっこ vol.6 2on2 優勝
- GOLD knows… vol.1 優勝
- AB-BOY PARK vol.6 BEST8

### 舞台
- 2018年12月 「コネクティング」 芸術の田中役
- 2019年9月 「夏轟」目黒 曜石役 他アンサンブル
- 2019年10月「星から来た男たち」帰ってきたワラトルマン ジャック（新マン）役
- 2021年10月「十人十色」
- 2022年2月 「ときめきステーショナリーズ~デッド アンド アライブ」 美苑 広辞 役
- 2025年2月 - 3月「『Dancing☆Starプリキュア』The Stage2」ステラダンサーズ 役[1]
- 2025年12月 、『Dancing☆Starプリキュア』The Stage3 ステラダンサーズ 役[2]

### テレビ
- NHK「逆転人生~奇跡の醤油編~」社員役
- TBS「ノーサイド・ゲーム」総務部レギュラー社員
- NHK BSスーパープレミアム「うつ病を生きる新常識~棋士先崎学九段~」サブキャスト 渡辺 和史役
- TBS「半沢直樹エピソード・ゼロ」IT会社・スパイラル レギュラー社員
- NHK「逆転人生・LGBT篇」中学時代の同僚　役
- NHK BS ｢英雄たちの選択｣ 伊能忠敬 役
- TBS「ドラゴン桜」
  - 第3話　指を指される高校生役
  - 第5話　東大生役
- LINEドラマ こんなこと、LINEでしか言えない…  岡田役
- 朝日放送「奇跡のバックホーム」 ちば役
- NTV「THE突破ファイル　SP62〜海保ネタ」海上自衛隊役
- ABC放送「素晴らしき哉、先生」レギュラー高校生
- 東映「爆上戦隊ブンブンジャー」３７話　刑事役
- 東映「爆上戦隊ブンブンジャー」３９話　救急隊員役
- NTV「THE 突破ファイル」調査官役
- 朝日「天久鷹央の推理カルテ」第5話　がん患者役

### CM
- 「勝利の女神:NIKKE」1.5周年記念　男性ライバー役・ヤクザ役

### MV
- カノエラナ「リバーシブルベイベー」メインキャスト[3]1